# INS Vajrabahu
L' INS Vajrabahu est une base navale des forces armées indiennes à Bombay qui dépend du Commandement naval ouest de la Marine indienne.
La base est créée en 1996 pour accueillir des sous-marins de Classe Sindhughosh et de Classe Shishumar.

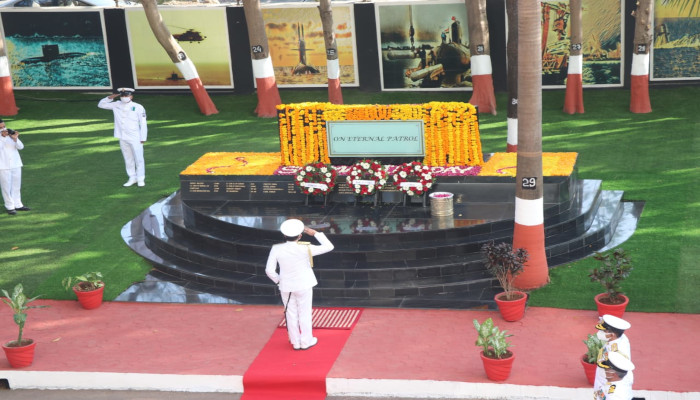
Commémoration du 53e jour des sous-mariniers